# Hamburg-Othmarschen

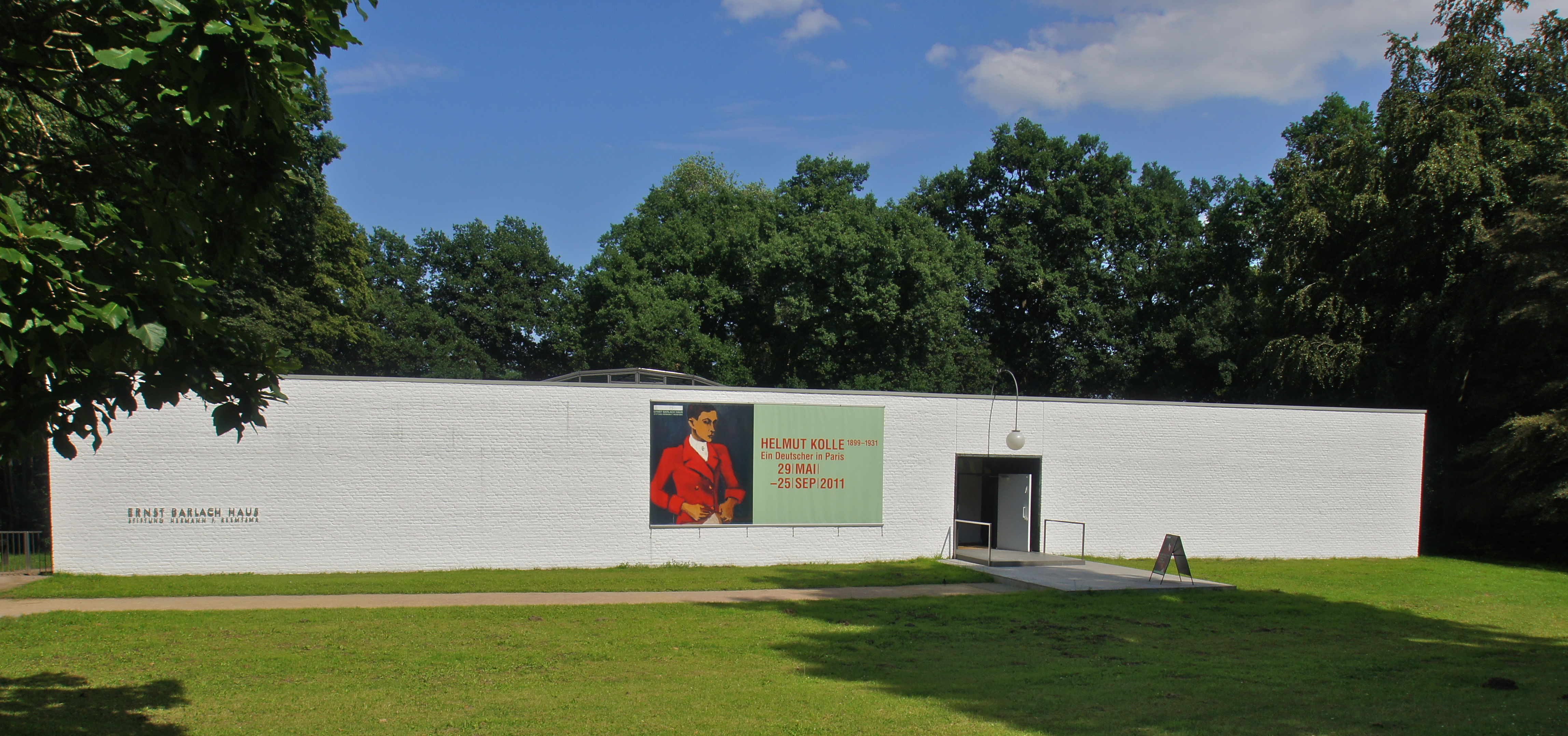
Het Ernst Barlachhuis

Hamburg-Othmarschen is een onderdeel (Stadtteil) van het district (Bezirk) Hamburg-Altona in de Duitse stad Hamburg, en hoort bij de Elbvororten.
In het zuiden paalt Othmarschen aan de Elbe met langs het water de bij wandelaars zeer populaire Elbuferweg, en iets hoger de smalle en drukke hoofdweg Elbchaussee. In het noorden paalt het aan Gross Flottbek waar zich ook de S-Bahn lijn S1 bevindt; in het westen aan Nienstedten en het oosten aan Ottensen.
Het oude centrum is verdwenen door de aanleg van de Bundesautobahn 7 en de ingang van de Elbtunnel
Bevinden zich ook in Othmarschen:
- De aanlegsteiger Teufelsbrück voor de veerdienst naar Finkenwerder en de Airbus-fabriek.
- Het Jenischpark in de plaats Klein-Flottbek met het Jenischhaus.
- Het geklasseerd stationsgebouw Othmarschen.
- Het Gymnasium Christianeum een humanistische middelbare school gesticht in de 18e eeuw, maar nu in een functionalistisch betoncomplex gehuisvest.
- Het museum Ernst Barlachhuis in het Jenischpark.
- Het scheepvaartmuseum Museumshafen Oevelgönne.

## Bekende inwoner
- Franz von Hipper (1863-1932), admiraal